# Награде Спирит
Награда Спирит (енгл. The Independent Spirit Awards) је америчка филмска награда коју додељује непрофитна организација Film Independent најбољим филмским остварењима независне продукције.
Награда се додељује од 1984. у Санта Моники (Калифорнија) вече уочи церемоније Оскара. Победници добијају статуе у облику птице која стоји на стубу обавијеном пертлама, које симболишу скромне буџете независних филмова.
2006. је уведено правило да право учешћа имају само филмови чији буџет није већи од 20 милиона америчких долара.

## Категорије
- Најбољи филм
- Најбољи први филм
- Најбоља главна улога
- Најбоља споредна улога
- Најбољи режисер
- Најбољи сценарио
- Најбољи први сценарио
- Најбољи документарни филм
- Најбоља фотографију

Бивше категорије
- Најбољи глумац у главној улози
- Најбоља глумица у главној улози
- Најбољи глумац у споредној улози
- Најбоља глумица у споредној улози